# Willie de Oliveira
Wilson de Oliveira Pinto, conhecido como Willie de Oliveira (São Paulo, 6 de julho de 1953) é um cantor, compositor, saxofonista e violonista brasileiro.

## Carreira
Filho de família simples brasileira, aos 12 anos iniciou suas atividades e aos 16 anos formou o grupo de baile chamado Phobus. Foi cantor de baile em diversos clubes da cidade de São Paulo na década de 70.
Já em 1976, foi convidado pelo baterista Sérgio DellaMonica para integrar o Tutti Frutti, banda de apoio de Rita Lee, onde participou como vocal de apoio nos shows "Entradas e Bandeiras", "Refestança" e "Jardins da Babilônia", sendo neste último foi vocal de apoio e saxofonista, retornando em 1981 como vocal de apoio na tour "Saúde", de Rita Lee.
Em seguida, ainda em 1981, formou juntamente com Wander Taffo, Lee Marcucci e Gel Fernandes o conjunto Rádio Táxi, onde gravou como vocalista os discos Rádio Táxi (1982 / CBS), Rádio Táxi (1983 / CBS) e o  Rádio Táxi VII (1997).
Morou por dez anos, de 1986 a 1996, em Praia Grande. Atualmente segue em carreira solo, fazendo uma retrospectiva de sua carreira musical.

Discografia
Rita Lee /Gilberto Gil - Refestança (1977) backing vocals ( ainda sob o nome de Wilson Pinto)
Rita Lee - Babilônia (1978 ) backing vocals
Rádio Táxi
- 1982 - Rádio Táxi (CBS)
- 1983 - Rádio Táxi (CBS)
- 1997 - Rádio Táxi VII

Carreira Solo:
Willie de Oliveira - Sinal de Paixão/A Dama e o Vagabundo compacto (1984)
Willie - Suspenso no ar/Gata  - compacto (1985)

KGB 
KGB  - EP com 4 músicas (1986)